# Champion du monde (Michel Vaillant)
Pour les articles homonymes, voir Champion du monde (homonymie).
Champion du monde est le vingt-sixième tome de la série Michel Vaillant. Suite de l'album Des filles et des moteurs, il a pour thème principal la conquête du titre de champion du monde de Formule 1.

## Synopsis
L'écurie Vaillante vit un printemps de rêve. Michel Vaillant mène la nouvelle Vaillante F1 à la victoire dès sa première sortie lors du Grand Prix de Monaco, Steve Warson triomphe aux 500 miles d'Indianapolis, malgré une lutte acharnée avec l'inconnu Jo Barett dans les derniers tours, et Yves Douléac remporte les 24 Heures du Mans devant les deux Vaillante du team Honerplast d'Otto Spangenberg. Au départ du dernier Grand Prix de formule 1 de la saison, Michel est en tête du championnat du monde, mais Jacky Ickx, Steve Warson et Niki Lauda sont toujours dans la course au titre...

## Personnages réels présents

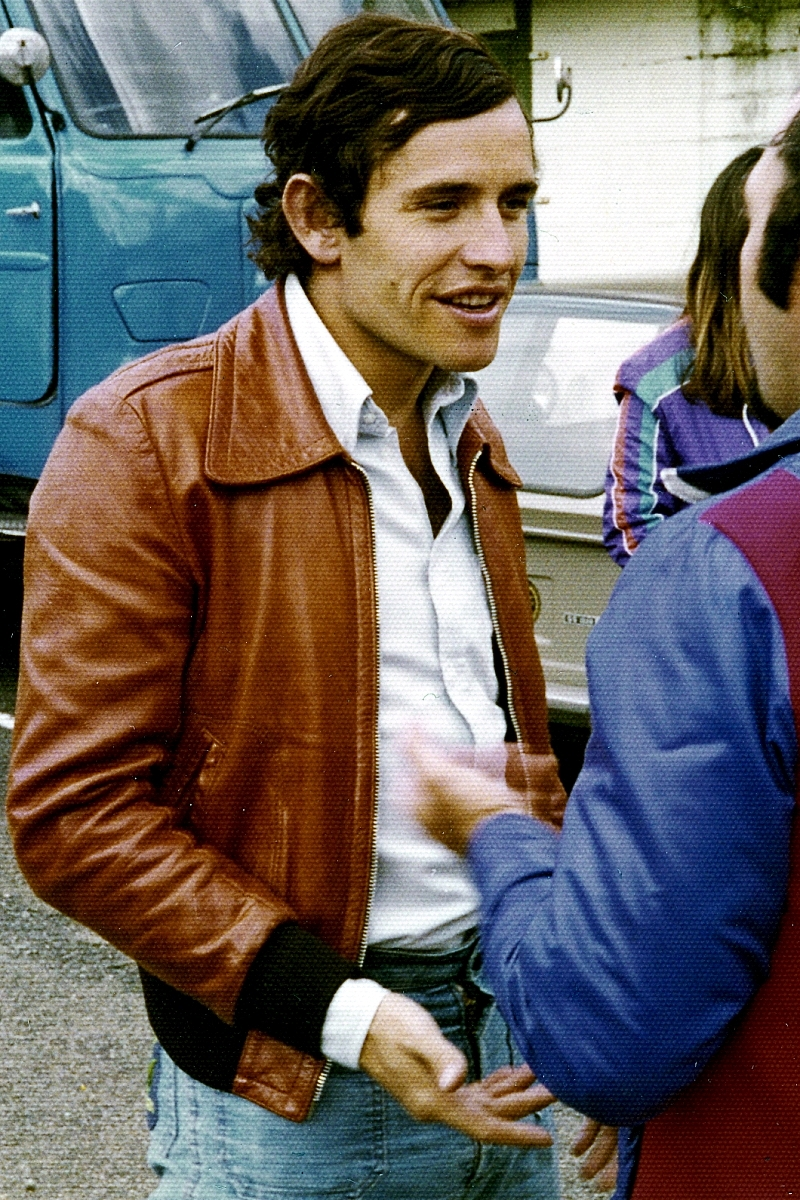
Jacky Ickx, un des principaux adversaires de Michel Vaillant dans la course au titre.

- Jacky Ickx
- Clay Regazzoni
- Niki Lauda
- Ronnie Peterson
- Jean-Pierre Jarier
- Emerson Fittipaldi
- Bobby Unser
- A.J. Foyt
- Henri Pescarolo
- Jean-Pierre Beltoise
- Andrea De Adamich
- Arturo Merzario

## Véhicules remarqués
- Ferrari 312 B3
- Shadow DN3
- Lotus 76
- McLaren M23
- Eagle-Offenhauser

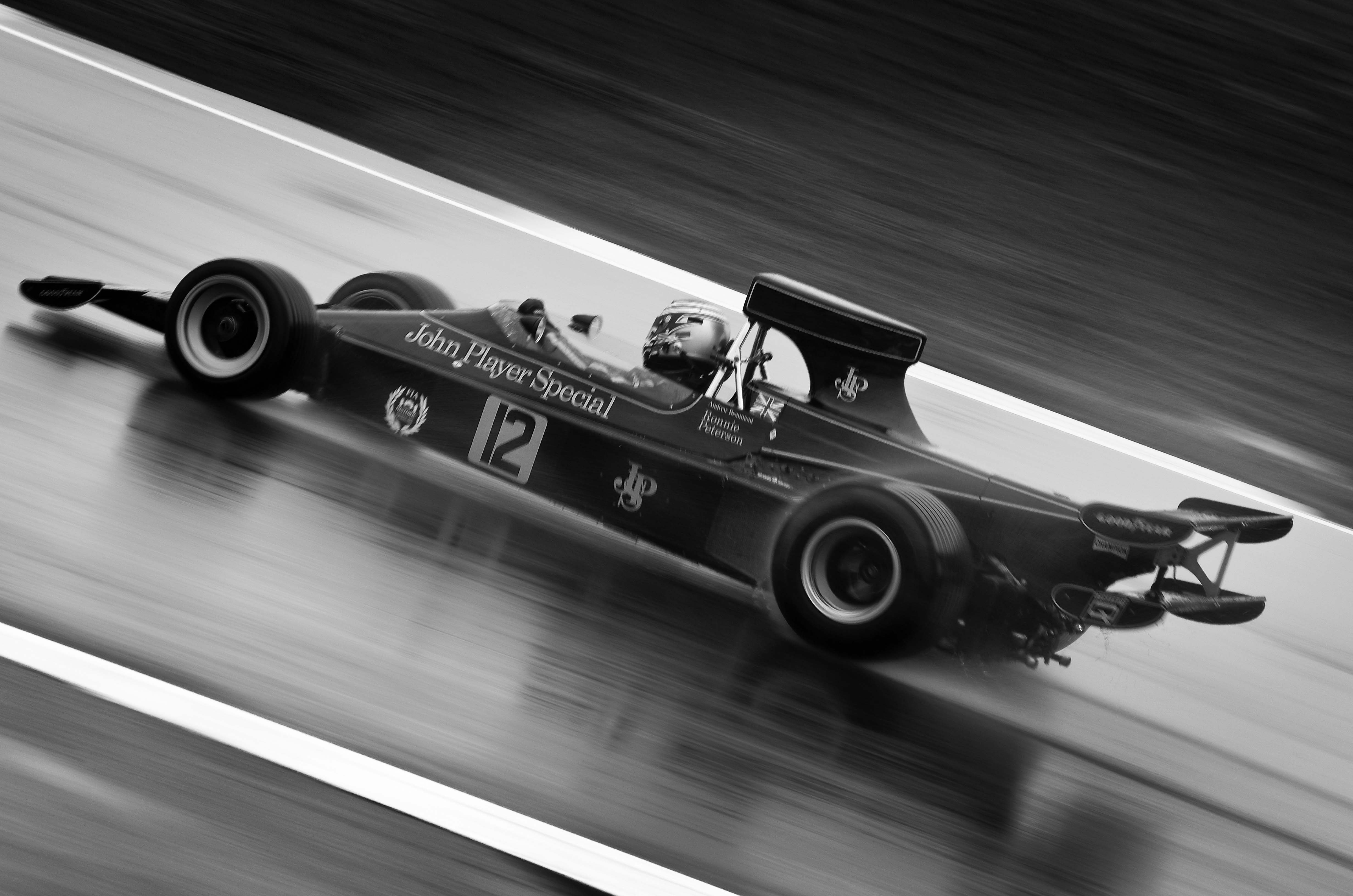
La Lotus 76 de Ronnie Peterson, semblable à celle qu'affronte Michel Vaillant au Grand Prix de Monaco.

- Cadillac Eldorado Convertible 1973
- Matra 670B
- Porsche 911 Carrera RSR turbo
- Alfa Romeo 33TT12
- Mirage GR7
- Mercedes 350 SL

## Publication

### Revues
Les planches de Champion du monde furent publiées dans le Journal de Tintin entre le 7 août et le 9 octobre 1974 (no 32/74 à 41/74).

### Album
Le premier album fut publié aux Éditions du Lombard en 1974 (dépôt légal 10/1974).